# Nova Gorica
Nova Gorica és un municipi eslovè, dins de la regió de Goriška, vora la frontera amb Itàlia. L'any 2002 tenia 32.763 habitants. Limita amb el municipi friülà de Gorizia. Nova Gorica és un municipi modern fundat el 1948 arran del Tractat de París del 1947 quan es fixà l'actual frontera entre Itàlia i l'antiga Iugoslàvia. Fins aleshores, Nova Gorica era part integrant del municipi de Gorizia. L'any següent es crea Nova Gorica incorporant part de l'antic nucli urbà originari i antics municipis que es van incorporar a la Gorizia italiana. El desenvolupament urbanístic i demogràfic del nou municipi es produí durant els anys cinquanta i seixanta. Amb l'entrada d'Eslovènia a l'àrea Schengen formalitzada el 2007, ha començat una etapa de col·laboració entre ambdós municipis limítrofs i el de San Pietro-Vertoiba. La major part de la població és de parla eslovena i en canvi l'italià pràcticament ha desaparegut [1]
Com a curiositat, el darrer rei absolutista francès, Carles X, alguns dels seus familars i bona part seguici, estan enterrats a una cripta de l'església de l'Anunciació de Nostra Senyora localitzada al puig de Kostanjevica. Carles X, després de la seva destitució del tron arran de la Revolució de Juliol del 1830, s'exilià primer a Anglaterra, després a Praga i finalment a Gorizia. En aquell moment ambdues localitats pertanyien a l'Imperi Austríac.
El municipi es divideix en els assentaments o naselja: Ajševica, Arčoni, Banjšice, Bate, Branik, Brdo, Budihni, Čepovan, Dornberk, Draga, Gradišče nad Prvačino, Grgar, Grgarske Ravne, Kromberk, Lazna, Loke, Lokovec, Lokve, Nemci, Nova Gorica (Osek, Ozeljan, Podgozd, Potok pri Dornberku, Preserje, Pristava, Prvačina, Ravnica, Rožna Dolina, Saksid, Solkan, Spodnja Branica, Stara Gora, Steske, Šempas, Šmaver, Šmihel, Tabor, Trnovo, Vitovlje, Voglarji, Zalošče

## Administració
| Període | Identitat   | Partit |
| ------- | ----------- | ------ |
| 2003-   | Mirko Brulc |        |